# جنيفر سيزار
جنيفر سيزار (بالإسبانية: Jennifer Cesar) هي دراجة فنزويلية، ولدت في 16 مايو 1989 في فنزويلا.

## وصلات خارجية
- جنيفر سيزار على موقع أرشيف الدراجات (الإنجليزية)
- جنيفر سيزار على موقع إحصائيات الدراجات الإحترافية (الإنجليزية)
- جنيفر سيزار على موقع اللجنة الأولمبية الدولية (الإنجليزية)
- جنيفر سيزار على موقع أوليمبيديا (الإنجليزية)